# 不動村
不動村（ふどうむら）は、昭和30年（1955年）まで岩手県紫波郡にあった村。現在の矢巾町
岩清水・太田・白沢・北伝法寺・室岡・和味にあたる。

## 地理
- 河川：北上川

## 沿革
- 明治22年（1889年）4月1日 - 町村制施行にともない、岩清水村・太田村・白沢村・北伝法寺村・室岡村・和味村の計6か村が合併して不動村が発足。
- 昭和30年（1955年）3月1日 - 煙山村・徳田村と合併し、矢巾村となる。

## 行政

### 歴代村長
| 代 | 氏名       | 就任                       | 退任                       | 備考 |
| -- | ---------- | -------------------------- | -------------------------- | ---- |
| 1  | 藤村治兵衛 | 明治22年（1889年）5月8日   | 明治31年（1898年）7月4日   |      |
| 2  | 村松与三郎 | 明治31年（1898年）7月5日   | 明治32年（1899年）2月20日  |      |
| 3  | 菅原武次郎 | 明治32年（1899年）2月27日  | 明治35年（1902年）8月31日  |      |
| 4  | 藤村谷蔵   | 明治35年（1902年）9月18日  | 明治38年（1905年）6月30日  |      |
| 5  | 佐々木吉蔵 | 明治38年（1905年）7月15日  | 明治39年（1906年）3月31日  |      |
| 6  | 秋篠文八   | 明治39年（1906年）4月1日   | 大正2年（1913年）3月10日   |      |
| 7  | 藤原一郎   | 大正2年（1913年）3月15日   | 大正3年（1914年）3月31日   |      |
| 8  | 室月遂夫   | 大正3年（1914年）4月30日   | 大正15年（1926年）12月24日 |      |
| 9  | 菅原武夫   | 昭和元年（1926年）12月25日 | 昭和4年（1929年）10月27日  |      |
| 10 | 細川重三   | 昭和4年（1929年）11月2日   | 昭和9年（1934年）3月31日   |      |
| 11 | 菅原庄一郎 | 昭和9年（1934年）4月11日   | 昭和9年（1934年）10月29日  |      |
| 12 | 細川重三   | 昭和9年（1934年）11月7日   | 昭和14年（1939年）5月30日  | 再任 |
| 13 | 藤原英一   | 昭和14年（1939年）7月2日   | 昭和21年（1946年）11月20日 |      |
| 14 | 広田勘次郎 | 昭和22年（1947年）4月5日   | 昭和30年（1955年）2月28日  |      |

## 交通

### 鉄道
- 国鉄東北本線 - 駅なし